# محاصره بیروت (۱۱۱۰)
محاصره بیروت (انگلیسی: Siege of Beirut)، نبردی است پس از نخستین جنگ صلیبی که طی آن شهر بندری بیروت توسط نیروهای متحد صلیبی به رهبری بالدوین یکم و با کمک کنت تولوز و نیروهای جنوا در ۱۳ مه ۱۱۰ میلادی تصرف شد و پس از آن ارباب‌نشین بیروت تأسیس شد.